# Herne (Belgien)
Herne (Belgien) ist eine belgische Teilgemeinde der Gemeinde Pajottegem in der Region Flandern. Die bis 2024 bestehende Gemeinde Herne hatte 6825 Einwohner (Stand 1. Januar 2024). Sie bestand aus dem namensgebenden Hauptort und den beiden 1977 eingemeindeten Ortsteilen Herfelingen und Sint-Pieters-Kapelle.

## Geographie
Geraardsbergen liegt 12 Kilometer (km) nordwestlich, Brüssel etwa 27 km nordöstlich und Gent 40 km nordwestlich.
Die nächsten Autobahnabfahrten befinden sich südlich bei Marcq und Enghien an der A 8 sowie im Osten bei Halle an der A 7/E 19. Die Gemeinde besitzt einen Regionalbahnhof an der ehemaligen belgischen Bahnlinie 123 (Geraardsbergen-Enghien). Der Flughafen Brüssel National nahe der Hauptstadt ist der nächste internationale Flughafen.

## Geschichte
Das wichtigste historische Gebäude in Herne ist das alte Kartäuserkloster, das erste Kloster, das der Kartäuserorden in den historischen Niederlanden gründete. In diesem Kloster nahm der Mönch Petrus Naghel die erste wirkliche Übersetzung der Vulgata ins Mittelniederländische vor (sogenannte Herner Bibel).
Die Gemeinde Pajottegem entstand zum 1. Januar 2025 durch die freiwillige Fusion der Gemeinden Galmaarden, Gooik und Herne. Herne, Herfelingen und Sint-Pieters-Kapelle bilden seither eigene Teilgemeinden von Pajottegem.

## Persönlichkeiten
- Charles Nerinckx (* 1761 im Ortsteil Herfelingen; † 1824 in den USA), katholischer Priester, „Apostel von Kentucky“